# Ceromya luteola
Ceromya luteola är en tvåvingeart som beskrevs av Takuji Tachi och Hiroshi Shima 2000. Ceromya luteola ingår i släktet Ceromya och familjen parasitflugor. Inga underarter finns listade i Catalogue of Life.